# Banaran (Banyuputih)
Banaran is een bestuurslaag in het regentschap Batang van de provincie Midden-Java, Indonesië. Banaran telt 2482 inwoners (volkstelling 2010).